# N Stands for Nelly
N Stands for Nelly è un cortometraggio muto del 1911 diretto da Lewin Fitzhamon.

## Trama
Un giovanotto innamorato scolpisce dappertutto una "N". Una ragazza vi aggiunge una "O".

## Produzione
Il film fu prodotto dalla Hepworth.

## Distribuzione
Distribuito dalla Hepworth, il film - un cortometraggio di 114,02 metri - uscì nelle sale cinematografiche britanniche nel gennaio 1911.
Si conoscono pochi dati del film che, prodotto dalla Hepworth, fu distrutto nel 1924 dallo stesso produttore, Cecil M. Hepworth. Fallito, in gravissime difficoltà finanziarie, il produttore pensò in questo modo di poter almeno recuperare il nitrato d'argento della pellicola.